# Людовик Жулі
Людови́к Жулі́ (фр. Ludovic Giuly; нар. 10 липня 1976 року, Ліон, Франція) — французький футболіст, атакувальний півзахисник, після завершення кар'єри — футбольний тренер, помічник тренера «Монако-2». 
Як футболіст найбільш відомий виступами за «Монако» та іспанську «Барселону», а також за збірну Франції.

## Кар'єра

### Клубна
Після початку футбольної кар'єри в «Ліоні» 1994 року, Жулі перейшов у «Монако» в січні 1997 року.
У сезоні 1999/00 він став чемпіоном Франції у складі «Монако». Потім у складі «монегасків» дійшов до фіналу Ліги чемпіонів, де команда поступилась «Порту» з рахунком 3-0.
28 червня 2004 року Людовик підписав контракт з іспанською «Барселоною», яка заплатила за його перехід 7 мільйонів євро. Після переходу в «Барселону» Жулі виграв два чемпіонати та Суперкубок Іспанії, а також Лігу чемпіонів.
17 липня 2007 року Жулі підписав трирічний контракт з італійською «Ромою», за яким він буде отримувати 1.8 млн євро в рік. «Барселона» отримала від продажу футболіста 3.2 млн євро, пізніше до цієї суми додалося 1.3 млн за вихід клубу до Ліги чемпіонів. У складі римського клубу француз виграв кубок Італії.
Влітку 2008 року Жулі перейшов у «Парі Сен-Жермен», з яким підписав трирічний контракт.
9 серпня 2011 року підписав контракт з «Монако» терміном на 2 роки.
1 серпня 2012 року Жюлі і «Монако» розірвали контракт з обопільної згоди, і Людовик підписав угоду з клубом «Лор'ян», розраховану на 1 рік.
Влітку 2013 перейшов до клубу «Мон-д'Ор Азерг» (Шассле), який виступав у аматорському чемпіонаті Франції, за який провів наступні три сезони. Завершив кар'єру в сезоні 2016/17 у дублі  «Монако».

### У збірній
Жулі зіграв 17 матчів за збірну Франції. Кар'єра в збірній для футболіста склалась не найкращим чином: спочатку він пропустив Євро 2004 через травму, а потім Чемпіонат світу 2006, оскільки молодий плеймейкер «Марселя» Франк Рібері не залишив для нього місця в складі. Після травми Джибріля Сіссе напередодні турніру для Жулі знову з'явилася надія, але тренер збірної обрав Сіднея Ґову. Єдиний для Людовика успіх у збірній — перемога на Кубку конфедерацій 2003 року, однак він заявив, що готовий зіграти за збірну в будь-який момент, якщо його викличуть.

## Досягнення
«Монако»
- Чемпіон Франції: 1999/2000
- Володар Суперкубка Франції: 2000
- Володар Кубка французької ліги: 2002/03

«Барселона»
- Чемпіон Іспанії: 2004/05, 2005/06
- Володар Суперкубка Іспанії: 2005, 2006
- Переможець Ліги чемпіонів: 2005/06

«Рома»
- Володар Суперкубка Італії: 2007
- Володар Кубка Італії: 2007/08

«ПСЖ»
- Володар Кубка Франції: 2009/10

Збірна Франції
- Володар Кубка конфедерацій: 2003

## Статистика

### Клубна
| Клуб            | Країна  | Сезон             | Дивізіон            | Чемпіонат | Чемпіонат | Кубок | Кубок | Європейський кубок | Європейський кубок | Європейський кубок | Всього | Всього |
| Клуб            | Країна  | Сезон             | Дивізіон            | Матчі     | Голи/Паси | Матчі | Голи  | Кубок              | Матчі              | Голи               | Матчі  | Голи   |
| --------------- | ------- | ----------------- | ------------------- | --------- | --------- | ----- | ----- | ------------------ | ------------------ | ------------------ | ------ | ------ |
| Мон-д'Ор Азерг  | Франція | 2015-2016         | АЧФ                 | 0         | 0         | 1     | 0     |                    |                    |                    | 1      | 0      |
| Мон-д'Ор Азерг  | Франція | 2014-2015         | АЧФ                 | 19        | 11 / 1    | 1     | 2     |                    |                    |                    | 20     | 13     |
| Мон-д'Ор Азерг  | Франція | 2013-2014         | АЧФ                 | 17        | 4         | 2     | 1     |                    |                    |                    | 19     | 5      |
| Лор'ян          | Франція | 2012-2013         | Ліга 1              | 17        | 1 / 1     | 2+1   | 1+0   |                    |                    |                    | 20     | 2      |
| Монако          | Франція | 2011-2012         | Ліга 2              | 27        | 3 / 3     | 2+0   | 2+0   |                    |                    |                    | 29     | 5      |
| Парі Сен-Жермен | Франція | 2010-2011         | Ліга 1              | 35        | 4 / 9     | 2+2+1 | 0+1+0 | ЛЄ                 | 5                  | 1                  | 45     | 6      |
| Парі Сен-Жермен | Франція | 2009-2010         | Ліга 1              | 31        | 3 / 3     | 6+1   | 1+0   |                    |                    |                    | 38     | 4      |
| Парі Сен-Жермен | Франція | 2008-2009         | Ліга 1              | 34        | 9 / 6     | 3+1   | 0     | КУ                 | 4                  | 0                  | 42     | 9      |
| Рома            | Італія  | 2007-2008         | Серія A             | 32        | 6 / 1     | 6+1   | 1+0   | ЛЧ                 | 9                  | 1                  | 48     | 8      |
| Барселона       | Іспанія | 2006-2007         | Прімера Дивізіон    | 27        | 3 / 2     | 7+1   | 0+1   | ЛЧ+СУ+ЧС           | 8+1+2              | 2+0+0              | 46     | 6      |
| Барселона       | Іспанія | 2005-2006         | Прімера Дивізіон    | 30        | 5 / 6     | 3+2   | 1+1   | ЛЧ                 | 8                  | 1                  | 43     | 8      |
| Барселона       | Іспанія | 2004-2005         | Прімера Дивізіон    | 29        | 11 / 3    | 1     | 0     | ЛЧ                 | 6                  | 1                  | 36     | 12     |
| Монако          | Франція | 2003-2004         | Ліга 1 / Дивізіон 1 | 30        | 13 / 5    | 2+0   | 1+0   | ЛЧ                 | 10                 | 4                  | 42     | 18     |
| Монако          | Франція | 2002-2003         | Ліга 1 / Дивізіон 1 | 36        | 11 / 9    | 1+4   | 0+3   |                    |                    |                    | 41     | 14     |
| Монако          | Франція | 2001-2002         | Ліга 1 / Дивізіон 1 | 11        | 2 / 3     |       |       |                    |                    |                    | 11     | 2      |
| Монако          | Франція | 2000-2001         | Ліга 1 / Дивізіон 1 | 30        | 7 / 7     | 1+4+1 | 0     | ЛЧ                 | 6                  | 0                  | 42     | 7      |
| Монако          | Франція | 1999-2000         | Ліга 1 / Дивізіон 1 | 33        | 5 / 8     | 5+2   | 1+1   | КУ                 | 7                  | 2                  | 47     | 9      |
| Монако          | Франція | 1998-1999         | Ліга 1 / Дивізіон 1 | 32        | 8 / 5     | 1+1   | 0     | КУ                 | 6                  | 3                  | 40     | 11     |
| Монако          | Франція | січень 1998—1998  | Ліга 1 / Дивізіон 1 | 12        | 1 / 1     | 3     | 0     |                    |                    |                    | 15     | 1      |
| Олімпік (Ліон)  | Франція | 1997- січень 1998 | Дивізіон 1          | 19        | 1         | 0+2   | 0     | КІ+КУ              | 7+4                | 2+3                | 32     | 6      |
| Олімпік (Ліон)  | Франція | 1996-1997         | Дивізіон 1          | 37        | 16        | 2+2   | 0+1   |                    |                    |                    | 41     | 17     |
| Олімпік (Ліон)  | Франція | 1995-1996         | Дивізіон 1          | 36        | 4         | 1+5   | 0+3   | КУ                 | 6                  | 1                  | 48     | 8      |
| Олімпік (Ліон)  | Франція | 1994-1995         | Дивізіон 1          | 8         | 0         | 1+2   | 1+0   |                    |                    |                    | 11     | 1      |
| Всього          |         |                   |                     | 582       | 127       | 86    | 22    |                    | 89                 | 21                 | 756    | 170    |

### Міжнародна
| Збірна  | Рік    | Матчі | Голи |
| ------- | ------ | ----- | ---- |
| Франція | 2000   | 3     | 0    |
| Франція | 2001   | 0     | 0    |
| Франція | 2002   | 1     | 0    |
| Франція | 2003   | 5     | 1    |
| Франція | 2004   | 4     | 1    |
| Франція | 2005   | 4     | 1    |
| Всього  | Всього | 17    | 3    |

### Голи за збірну
| #  | Дата           | Стадіон                                 | Суперник          | Рахунок | Змагання                |
| -- | -------------- | --------------------------------------- | ----------------- | ------- | ----------------------- |
| 1. | 22 червня 2003 | Стад де Франс, Сен-Дені, Франція        | Нова Зеландія     | 5-0     | Кубок конфедерацій      |
| 2. | 8 вересня 2004 | Торсволлюр, Торсгавн, Фарерські острови | Фарерські острови | 2-0     | Кваліфікація до ЧС-2006 |
| 3. | 12 жовтня 2005 | Стад де Франс, Сен-Дені, Франція        | Кіпр              | 4-0     | Кваліфікація до ЧС-2006 |